# 1864
- Wikisource

| Calendário gregoriano                                                        | 1864 MDCCCLXIV                      |
| Ab urbe condita                                                              | 2617                                |
| Calendário arménio                                                           | 1313 – 1314                         |
| Calendário bahá'í                                                            | 20 – 21                             |
| Calendário budista                                                           | 2408                                |
| Calendário chinês                                                            | 4560 – 4561 Início a 8 de fevereiro |
| Calendário copta                                                             | 1580 – 1581                         |
| Calendário etíope                                                            | 1856 – 1857                         |
| Calendários hindus - Vikram Samvat - Calendário nacional indiano - Cáli Iuga | 1919 – 1920 1785 – 1786 4964 – 4965 |
| Calendário Holoceno                                                          | 11864                               |
| Calendário islâmico                                                          | 1281 – 1282                         |
| Calendário judaico                                                           | 5624 – 5625                         |
| Calendário persa                                                             | 1242 – 1243 Início a 20 de março    |
| Calendário rúnico                                                            | 2114                                |
| Calendário solar tailandês                                                   | 2407                                |

1864 (MDCCCLXIV, na numeração romana) foi um ano bissexto do século XIX do actual Calendário Gregoriano, da Era de Cristo, e as suas letras dominicais foram C e B (52 semanas), teve início a uma sexta-feira e terminou a um sábado.
| Ano completo                          |
| ------------------------------------- |
| Ano bissexto com início à sexta-feira |

## Eventos

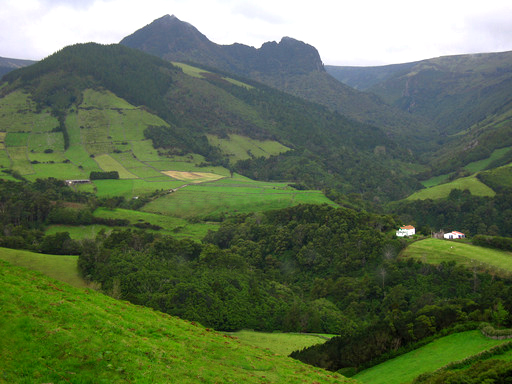
Paisagem, do Interior da ilha das Flores, Açores.

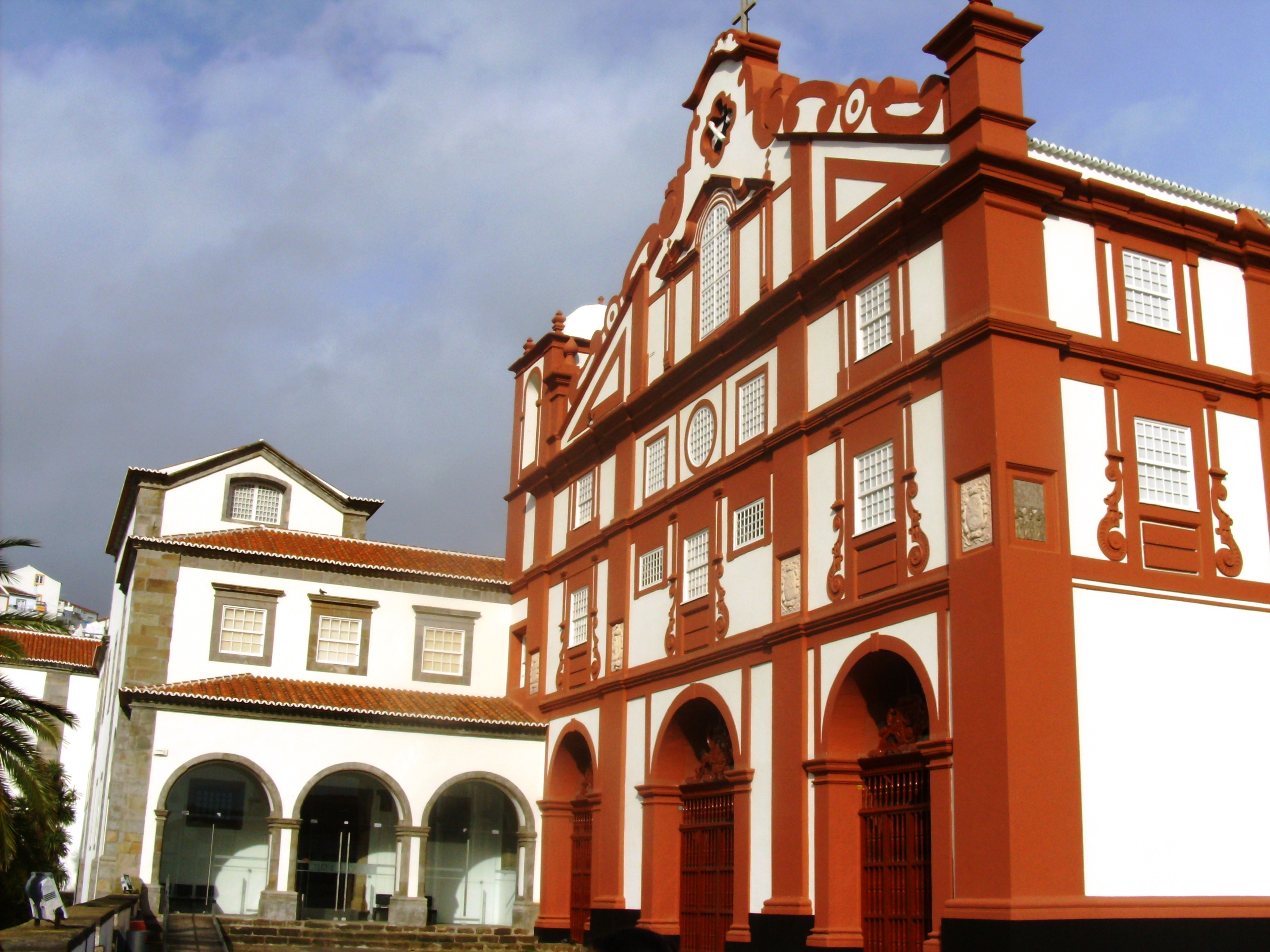
Convento de São Francisco (Angra do Heroísmo).

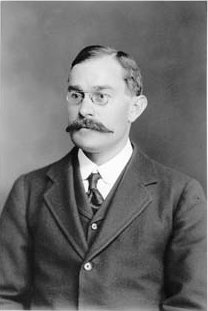
William Halse Rivers Rivers.

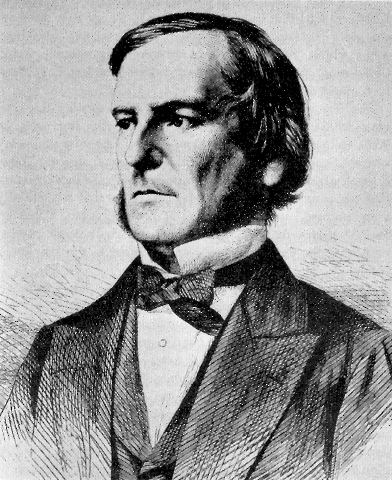
George Boole (1814 - 1864)

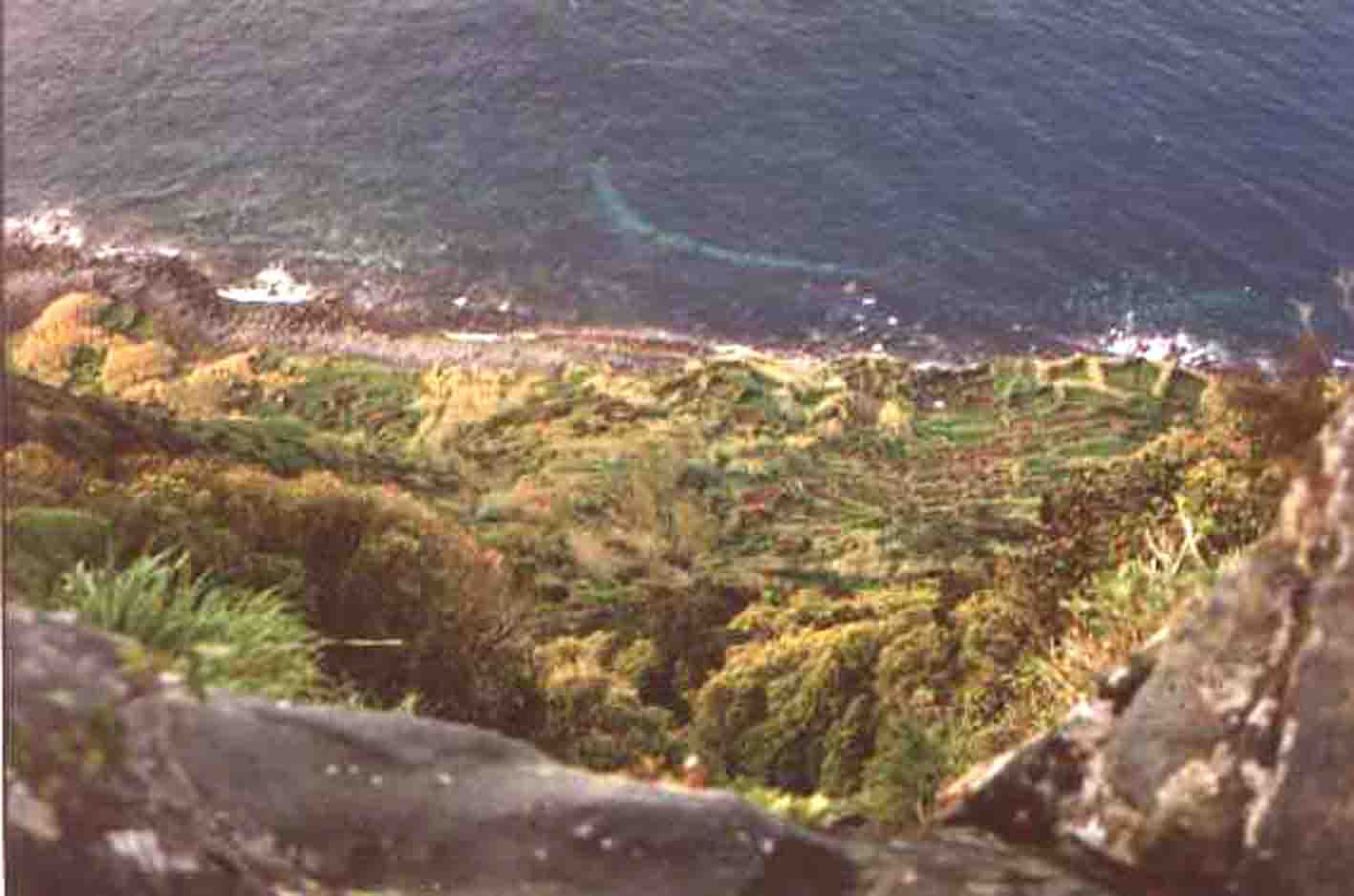
Fajã de Vasco Martins. Vista do Toledo (Velas), no mar, a cor clara espalha-se o lastro do naufragio de um navio cargueiro espanhol de nome “Algorta” carregado de Algodão.

- Dá-se a primeira Convenção de Genebra, na Suíça.
- James Clerk Maxwell publica o trabalho Teoria Dinâmica do Campo Eletromagnético (A dynamical theory of the electromagnetic field), estabelecendo as bases do Eletromagnetismo moderno com as Equações de Maxwell.
- A população da ilha mais pequena dos Açores, o Corvo, chega aos 1 095 habitantes.[1]
- É feito o primeiro recenseamento populacional pelos modernos critérios demográficos à população da freguesia da Terra Chã, concelho de Angra, que na altura apresentou 1 391 habitantes.[1]
- Foi realizado o primeiro recenseamento populacional na freguesia das Doze Ribeiras, concelho de Angra, pelos modernos critérios demográficos.[1]
- Ano em que se realizou nas Cinco Ribeiras, concelho de Angra o primeiro recenseamento pelos modernos critérios demográficos.[1]
- É feito o primeiro recenseamento populacional da freguesia do Raminho, concelho de Angra pelos modernos critérios demográficos.[1]

### Janeiro
- 1 de janeiro - Naufrágio nos mares dos Açores do brigue alemão "Johanna", da praça de Hamburgo.

### Fevereiro
- 1 de fevereiro — Segunda Guerra do Schleswig: as forças prussianas cruzam a fronteira com Schleswig, começando a guerra.

### Março
- 1 de março - Louis Ducos du Hauron patenteia a máquina de filme.

### Abril
- A polícia gaúcha descobre, no porão de uma casa na rua do Arvoredo (em Porto Alegre), os corpos de três pessoas e um cachorro. O episódio ficou conhecido como Os Crimes da Rua do Arvoredo.

### Outubro
- 12 de outubro - Naufrágio na Baía de Angra do brigue "Washington".
- 15 de outubro - Casamento da Princesa Imperial do Brasil, Isabel de Bragança, com o Conde d'Eu, Gastão de Orléans.
- 31 de outubro - Nevada torna-se o 36º estado norte-americano.

### Novembro
- 5 de novembro - Naufrágio na Baía de Angra do primeiro navio a vapor nesta baía, o inglês Run'her.
- 8 de novembro - Eleição Presidencial nos Estados Unidos: Abraham Lincoln é reeleito Presidente dos Estados Unidos derrotando George B. McClellan, mas não cumpriria o mandato sendo assassinado no Teatro Ford a 15 de abril de 1865.

### Dezembro
- 23 de dezembro - Guerra do Paraguai: Invasão de Corumbá: Solano López enviou cerca de cinco mil soldados através do rio Paraguai.
- 27 de dezembro - Início da Guerra do Paraguai.
- 29 de dezembro - Forças paraguaias combatem os homens comandados por Antônio João Ribeiro no Forte Dourados durante a Guerra do Paraguai.

## Nascimentos
- 12 de março - William Halse Rivers Rivers, antropólogo, neurologista, etnologista e psiquiatra do Reino Unido (Medalha Real 1915) (m. 1922).[2]
- 21 de abril - Max Weber, sociólogo Alemão (m. 1920).
- 4 de junho - Alois Alzheimer, médico alemão (m. 1915)
- 22 de junho - Hermann Minkowski, matemático alemão (m. 1909).
- 25 de julho - Eduardo Chapot Prévost, médico e cientista brasileiro (m. 1907).
- 29 de setembro - Miguel de Unamuno - escritor, poeta e filósofo espanhol (m. 1936).
- 5 de outubro - Louis Lumière, um dos irmãos Lumière (m. 1948).
- 24 de novembro - Henri de Toulouse-Lautrec, pintor francês (m. 1901).

## Mortes
- 14 de maio - Pedro Santana, militar e político dominicano.
- 27 de agosto - Pavel Liprandi, general do Império Russo.
- 28 de setembro - Laurindo Rabelo, médico e escritor brasileiro, patrono da Academia (n. 1826).
- 3 de novembro - Gonçalves Dias, poeta, jornalista, advogado, teatrólogo brasileiro (n. 1823).
- 8 de dezembro - George Boole, matemático britânico (n. 1814).
- 29 de dezembro - Antônio João Ribeiro, Tenente da Cavalaria na Colônia Militar de Dourados durante a Guerra do Paraguai (n. 1823).

## Por tema
- 1864 na arte
- 1864 no Brasil
- 1864 na ciência
- 1864 no desporto
- 1864 no jornalismo
- 1864 na literatura
- 1864 na música
- 1864 na política